# 傑米多韋
47°15′57″N 30°40′18″E / 47.26583°N 30.67167°E

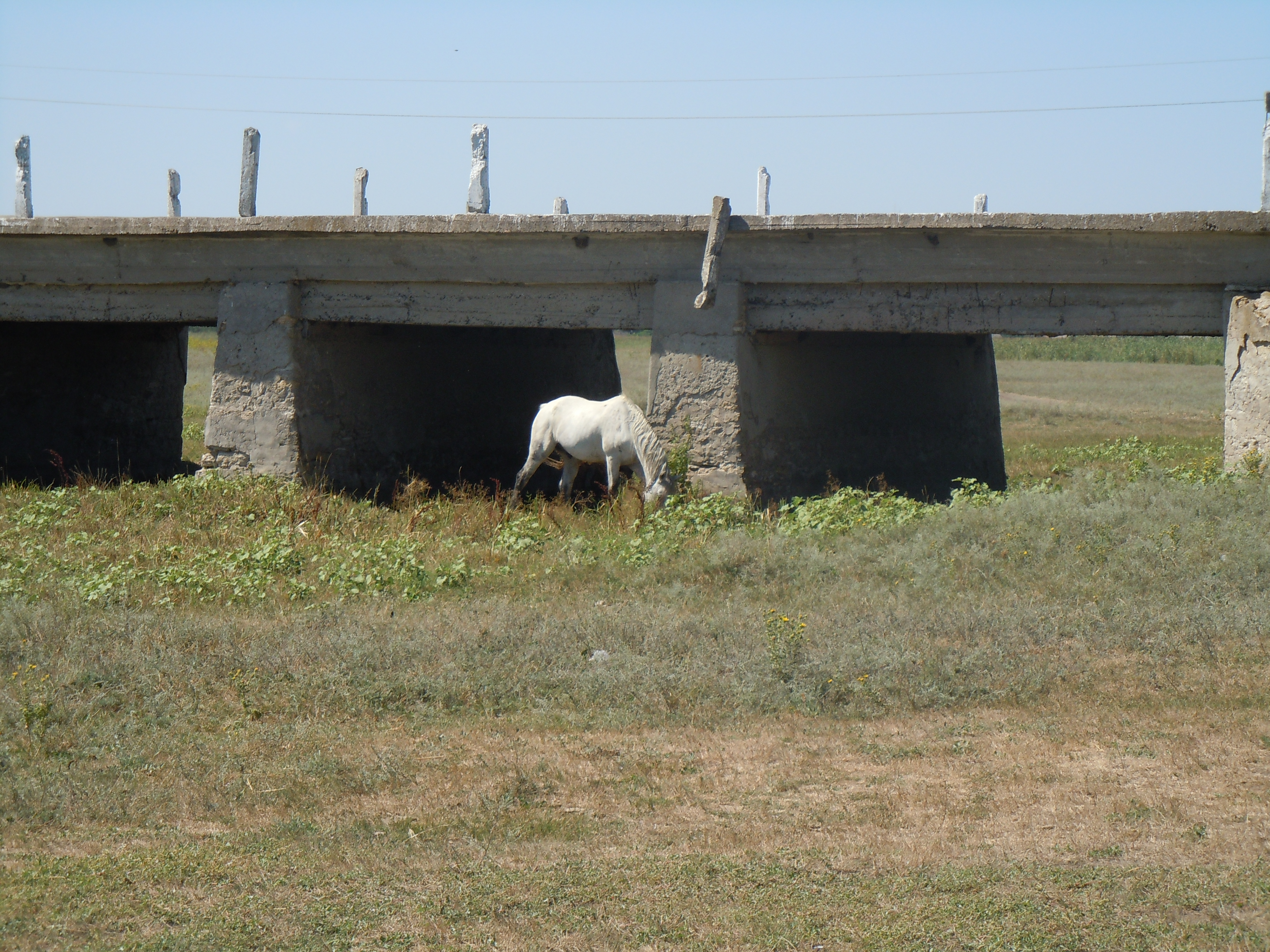

德米多韋（烏克蘭語：Демидове）是位於烏克蘭西南部的村莊，由敖德萨州贝雷济夫卡区的貝雷濟夫卡市鎮負責管轄。該村始建於1822年，面積3.96平方公里，海拔高度16米，2001年人口1,029，人口密度每平方公里259.85人。